# Risk (lied)
Risk is een lied van de Syrische rapper Fatah in samenwerking met de Marokkaans-Nederlandse rapper Lijpe. Het werd in 2022 als single uitgebracht.

## Achtergrond
Risk is geschreven door Abdel Achahbar en Fatah en geproduceerd door Serop. Het is een nummer dat past in het genre nederhop met effecten uit de emo rap en trap. In het lied rappen en zingen de artiesten over het verdienen van geld en hun succes en vragen ze zich af wat het eigenlijk allemaal waard is. Daarom zeggen ze dat ze tegenwoordig rustiger aan doen, zodat ze niet in de gevangenis belanden of spoedig sterven. 
Het is niet de eerste keer dat de twee artiesten met elkaar samenwerken. Dit deden zij eerder al op Links of rechts, Aan de kant, Maak om, Levelen up en Back 2 back. Ze herhaalden de samenwerking op Euro's en dollars, Struggle en 100 doezoe cash.

## Hitnoteringen
De artiesten hadden bescheiden succes met het lied in Nederland. Het kwam tot de 32e plaats van de Single Top 100 in de twee weken dat het in deze hitlijst te vinden was. De Top 40 en haar Tipparade werden niet bereikt.